# Denis Mangafic
Denis Mangafic (* 12. Dezember 1989 in Frankfurt am Main) ist ein deutscher Fußballspieler, der beim FSV Frankfurt unter Vertrag steht.

## Karriere
In seiner Jugend spielte Mangafic für die SG Hoechst und für Eintracht Frankfurt. 2008 ging er in die Niederlande zu Heracles Almelo. Dort spielte er bis 2010. Von 2010 bis 2012 war er vereinslos. 2012 unterschrieb er einen Einjahresvertrag beim deutschen Drittligisten SV Wehen Wiesbaden. Dort wurde er vor allem in der zweiten Mannschaft eingesetzt, kam jedoch auch zu zwei Einsätzen in der Dritten Liga. Im Mai 2013 wurde bekanntgegeben, dass sein auslaufender Vertrag nicht verlängert wird. Er wechselte daraufhin zu den Offenbacher Kickers in die Regionalliga Südwest, für die er 2 Spielzeiten die Schuhe schnürte. Im zweiten Jahr (Saison 2014/15) nahm Kickers Offenbach als Erstplatzierter der Regionalliga an den Relegationsspielen gegen den 1. FC Magdeburg teil, die man aber mit 0:1 und 1:3 verlor. Er schoss im Rückspiel das zwischenzeitliche 1:0 (24. Minute), was kurzzeitig die Tür zum Aufstieg weit öffnete. Mangafic wechselte daraufhin zum FSV Frankfurt in die 2. Bundesliga und unterschrieb einen Vertrag für die kommenden zwei Spielzeiten (bis Ende Saison 2016/17). Unter FSV-Trainer Tomas Oral kam er nicht über eine Reservistenrolle hinaus und verbuchte lediglich einen Kurzeinsatz in der Saison 2015/16. Aus diesem Grund wechselte Mangafic bereits nach einem Jahr von Frankfurt in die 3. Liga zu Preußen Münster.
Im Sommer 2017 schloss sich Mangafic zunächst dem SC Borussia Fulda in der Hessenliga an, ehe er im Januar 2018 zum FSV Frankfurt zurückkehrte, der inzwischen in der Regionalliga Südwest spielte. Im Januar 2022 wurde er dort freigestellt. Im Sommer 2022 nahm ihn der Hessenligist FC Gießen unter Vertrag. Nach einem Jahr verließ er den Verein wieder und schloss sich stattdessen in der Verbandsliga dem DJK Sportfreunde Bad Homburg an.